# Escalera de Santa Fe

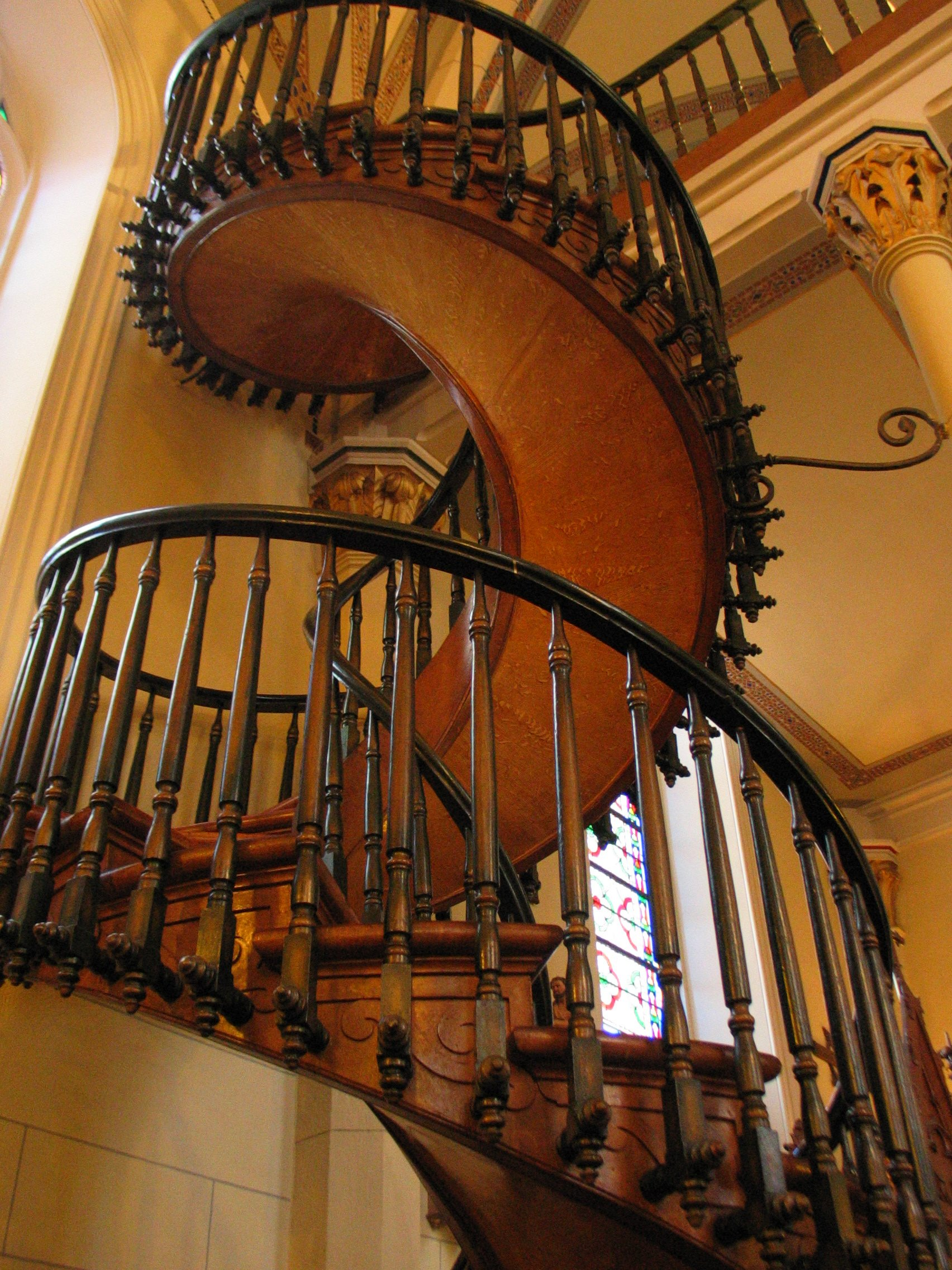
La escalera en espiral de la Capilla de Loreto.

La Capilla de Loreto es una capilla en la ciudad de Santa Fe, Nuevo México (EE. UU.). En la calle de San Francisco de Asís, se encuentra dicha Capilla de Loreto, conocida universalmente por su escalera en espiral, la cual es un excepcional trabajo de carpintería. No existe documentación alguna sobre su construcción, siendo considerado un milagro por las Hermanas de Loreto y multitud de personas.

## Historia de la construcción de la escalera
En 1872 Juan Bautista Lamy, Obispo de la Arquidiócesis de Santa Fe, ordenó la construcción de una capilla para el convento de la ciudad con el nombre de Nuestra Señora de la Luz, a cargo de las Hermanas de la Orden de Loreto. 
La capilla fue construida por el arquitecto francés Antonio Mouly en estilo gótico. El coro de reducidas dimensiones precisaba de una escalera de mano para acceder al mismo, teniendo esto un carácter provisional. Pero el arquitecto murió repentinamente dejándose sin construir una escalera en condiciones para llegar al coro de la capilla. A cuantas personas consultaron dieron por solución derribar el coro de reducidas dimensiones y construirlo nuevamente o seguir accediendo al mismo por medio de escaleras de mano. Necesitando alguien calificado para construir esa escalera rezaron a San José, una novena. El último día de la novena un extraño apareció en la Capilla. Les dijo que les construiría la escalera, pero que precisaba de total privacidad durante tres meses. La identidad de ese carpintero desconocido no pudo ser constatada pues en cuanto terminó se marchó sin recibir pago alguno por la obra. La escalera la realizó sin clavos, ni pegamento alguno, solo ensamblando piezas de madera. Es una obra increíble de carpintería, con un punto de equilibrio imposible según varios ingenieros y arquitectos. La madera de abeto utilizada no existe por la zona, y la dificultad técnica de la escalera resulta notable. Según la leyenda fue el mismo San José quien apiadándose de las monjas les construyó la escalera. Actualmente está valorada en unos $150 000.
La escalera cuenta con 33 escalones y originalmente carecía de una baranda de protección, la que fue agregada en 1887 por el artesano Phillip August Hesch.
En 1971 el convento fue vendido, siendo la capilla desconsagrada como capilla católica. En la actualidad es un museo privado 
que se financia por la venta de paquetes matrimoniales.

## Curiosidades
Entre los mitos que rodean la escalera se menciona que ningún científico ha podido explicar cómo la escalera se mantiene y no se ha caído hasta el momento, considerando que no posee un soporte central. 
Lo cierto es que existen dos puntos a considerar. El primero es que el larguero interno de la escalera (de menor radio que el exterior) actúa como un poste que mantiene la estructura en su desplazamiento vertical. Y el segundo, que su desplazamiento horizontal se evita con la existencia de un soporte de hierro que une el larguero exterior de la escalera a una de las columnas de la capilla que soporta el techo.
Lo cierto es que nunca se ha podido realizar ninguna réplica, de ahí que sea única e irrepetible. 